# Taquari
Taquari là một đô thị thuộc bang Rio Grande do Sul, Brasil. Đô thị này có diện tích 407 km², dân số năm 2007 là 25768 người, mật độ 63,31 người/km².